# Teshima Fusatarō
Teshima Fusatarō (japanisch 豊島房太郎; * 5. Januar 1889 in der Präfektur Yamaguchi; † 9. April 1979) war ein japanischer Offizier und zuletzt Generalleutnant der Kaiserlichen Armee, der während des Zweiten Weltkrieges unter anderem im Pazifikkrieg zwischen 1943 und 1945 Oberbefehlshaber der 2. Armee (Dai-ni-gun) war.

## Leben
Teshima Fusatarō absolvierte eine Offiziersausbildung an der Heeresoffizierschule (Rikugun Shikan Gakkō), die er im Mai 1910 abschloss. Daraufhin trat er in die Kaiserliche Armee (Dai-Nippon Teikoku Rikugun) ein und fand in der Folgezeit zahlreiche Verwendungen als Offizier. Später war er auch Absolvent der Heereshochschule (Rikugun Daigakkō) und schloss diese im November 1916 ab. Nach verschiedenen weiteren Verwendungen als Offizier und Stabsoffizier war er zwischen dem 1. August 1931 und dem 5. März 1934 in Hauptquartier der Chōsen-Armee (Chōsen-gun) in Korea abgeordnet. Nachdem er am 5. März 1934 zum Oberst (taisa) befördert worden war, fungierte er zwischen dem 5. März 1934 und dem 7. März 1936 erst als Kommandeur des 23. Infanterieregiments sowie anschließend vom 7. März 1936 bis zum 1. November 1937 als Chef des Stabes der 1. Division (Dai-ichi shidan), der sogenannten „Jade-Division“ (Gyoku-heidan).
Am 1. November 1937 wurde Teshima zum Generalmajor (shōshō) befördert und war zunächst zwischen dem 1. November 1937 und dem 5. April 1938 zur 12. Depot-Division abgeordnet, ehe er vom 5. April 1938 bis zum 9. März 1940 Kommandeur der 27. Infanteriebrigade war. Daraufhin war er zwischen dem 9. März und dem 1. August 1940 Leiter des Büros für allgemeine Angelegenheiten im Hauptquartier der Militärpolizei (Kempeitai) sowie nach seiner Beförderung zum Generalleutnant (chūjō) am 1. August 1940 als Nachfolger von Generalleutnant Hirabayashi Morito vom 1. August bis zu seiner Ablösung durch Generalleutnant Tanaka Shizuichi am 28. September 1940 kurzzeitig Chef der Militärpolizei. Im Verlauf des Zweiten Weltkrieges war er im Zweiten Japanisch-Chinesischen Krieg vom 28. September 1940 bis zum 24. Dezember 1941 in China Kommandeur der 3. Division (Dai-san shidan), der sogenannten „Glücks-Division“ (Kō-heidan).
Im Anschluss fungierte Generalleutnant Teshima Fusatarō zwischen dem 24. Dezember 1941 und dem 10. Juni 1943 zunächst als Kommandeur der Depot-Division der Kaiserlichen Garde (Konoe shidan) sowie daraufhin vom 10. Juni bis zum 29. Oktober 1943 als Kommandeur der 1. Garde-Division. Im Pazifikkrieg wurde er am 29. Oktober 1943 Nachfolger von Generalleutnant Shichida Ichirō als Oberbefehlshaber der 2. Armee (Dai-ni-gun) in der Mandschurei und verblieb auf diesem Posten bis zur Kapitulation Japans am 2. September 1945. Er nahm mit Einheiten der 2. Armee an der Schlacht um Wakde-Sarmi (17. Mai 1944 bis 2. September 1944) bei Wakde, Maffin Bay und Sarmi, an der Schlacht um Sansapor (30. Juli bis 31. August 1944) bei den Inseln Amsterdam und Middelburg sowie Kap Sansapor in Niederländisch-Neuguinea sowie an der Schlacht um Morotai (15. September bis 4. Oktober 1944) bei Morotai, Molukken, in Niederländisch-Ostindien teil, die alle mit einem alliierten Sieg endeten. Nachdem er im März 1946 formell in den Ruhestand getreten war, wurde er im Mai 1946 als mutmaßlicher Kriegsverbrecher verhaftet und im Juli 1949 ohne Prozess aus der Haft entlassen.

## Weblink
- Teshima, Fusatarō. In: The Generals of WWII (generals.dk). Abgerufen am 21. Juli 2023 (englisch).

| Personendaten    | Personendaten                                                          |
| ---------------- | ---------------------------------------------------------------------- |
| NAME             | Teshima, Fusatarō                                                      |
| ALTERNATIVNAMEN  | 豊島房太郎 (japanisch)                                                 |
| KURZBESCHREIBUNG | japanischer Offizier, Generalleutnant der Kaiserlich-Japanischen Armee |
| GEBURTSDATUM     | 5. Januar 1889                                                         |
| GEBURTSORT       | Präfektur Yamaguchi                                                    |
| STERBEDATUM      | 9. April 1979                                                          |